# 馮元興
冯元兴（？—532年），字子盛，魏郡肥乡县（今河北省肥乡县西南）人，南北朝北魏学者、官员。
冯元兴年轻时，他跟随伯父冯僧集住在平原，求学时以中山的张吾贵和常山的房虬为师，通晓《三礼》，且有文才。二十三岁时，回到乡里教授学问，弟子达数百人。他被推举为孝廉，又被举荐为秀才。经御史中尉王显推荐，担任检校御史。不久转任殿中官，被任命为奉朝请，曾三次作为使者前往高句丽。江阳王元继担任司徒后，冯元兴在其手下任记室参军，得到元叉的赏识。元叉掌控北魏朝政后，征召冯元兴为尚书殿中郎，兼任中书舍人，还担任御史一职。他作为元叉的心腹，态度谦逊，为元叉商议时事。太保崔光临终时，推荐冯元兴担任侍读。冯元兴在式乾殿为魏孝明帝讲解杜预的《春秋经传集解》。元叉因担心遭到清算，打算主动交还军权，便拜访冯元兴商议此事。当冯元兴说自己不明白元叉的想法，元叉问他是否是希望发动叛乱。冯元兴故意没有明说，实则劝元叉叛乱。元叉被赐死后，冯元兴也被剥夺官爵，遭到禁锢。他创作了一首浮萍诗来寄托自己的境遇：“有草生碧池，无根绿水上。脆弱恶风波，危微苦惊浪。”后来，他被丞相高阳王元雍征召任职。过了一段时间，他辞官回到乡里。仆射元罗担任东道大使时，任命冯元兴为魏郡太守。不久，因母亲去世，他辞官回家守丧。529年，上党王元天穆讨伐邢杲时，征召冯元兴为大将军从事中郎。北海王元颢攻入洛阳后，冯元兴担任平北将军、光禄大夫，兼任中书舍人。魏孝庄帝返回洛阳后，他在元天穆手下任太宰咨议参军，加授征虏将军。531年，担任安东将军、光禄大夫，兼任中书舍人。532年，在家中去世，被追赠征东将军、齐州刺史。他著有《文集》一百多篇。冯元兴出身寒门，依靠元叉的势力才得以被任用，因此受到当时人们的非议。他家境贫寒，却供养着几十名食客，与他们共享衣食，毫不吝啬。由于乡里治安混乱，他多次担任监军，但他的很多决断都遭到乡里百姓的怨恨。